# Мурашов Юрій Ігорович
Юрій Ігорович Мурашов (3 травня 1945, Апостолове — 1 вересня 2005, Київ) — український громадський діяч, член Всеукраїнського об'єднання «Батьківщина», Голова парафіяльної Ради Парафії Святого Тарасія УПЦ КП у Подільському районі Києва, член Громадської ради телерадіоорганізації «Суспільне мовлення України» (з грудня 1995 року).

## Біографія

Могила Юрія Мурашова

Народився 3 травня 1945 року в селищі Апостоловому (нині місто Дніпропетровської області). У 1968 році закінчив факультет іноземних мов Київського університету імені Т. Шевченка за спеціальністю перекладач-референт, у 1974 році — історичний факультет, у 1975 році — курси арабської мови.
У 1968–1977 роках працював екскурсоводом-перекладачем, завідувачем відділу нумізматики Державного історичного музею України. З 1970-х років брав активну участь у правозахисному русі. У 1977–1983 роках працював вчителем англійської мови та історії у середніх школах № 197 і № 147 Києва.
У 1983–1985 роках працював на посаді старшого лаборанта Подільської археологічної експедиції Інституту археології НАН України. З 1986 року викладав англійську мову в середній школі № 262 Києва.
З 1990 року — член-засновник Українського комітету «Гельсінкі-90». З січня 1990 року — член Української Гельсінської спілки. З травня 1990 року по 1992 рік — секретар з пропаганди Київської крайової організації Української республіканської партії. З травня 1992 року по грудень 1993 року — перший заступник голови. З листопада 1993 року був депутатом Подільської районної ради Києва.
У 1994–2001 роках — член Центрального проводу Української консервативної республіканської партії і голова Київської крайової організації УКРП.
Володів англійською, французькою, польською, суахілі, арабською, турецькою мовами. Був автором статей з питань прав людини.
Загинув 1 вересня 2005 року в Києві на Подолі в результаті дорожньо-транспортної пригоди. Похований в Києві на Байковому кладовищі (ділянка № 33).